# Du kannst mir viel erzählen
Du kannst mir viel erzählen ist ein Hörspiel des Nordwestdeutschen Rundfunks (NWDR) aus dem Jahr 1949 von Christian Bock unter der Regie von Ulrich Erfurth. Als erste Hörspielarbeit des Schauspielers Heinz Rühmann ist es bist heute immer wieder auf den Sendeplänen deutscher Sender zu finden und seit 2004 auch als Tonträger erhältlich.

## Inhalt
Das komödiantische Hörspiel, insbesondere der Charakter, den Rühmann darstellt, erinnert stark an Rühmanns bis dahin gespielte Filmrollen. Als Johannes sitzt er dem Männlichkeitswahn seiner Frischvermählten Marianne auf, die sich nichts mehr wünscht als einen „richtigen“ Mann mit einem ausführlichen Vorleben, was Damenbekanntschaften angeht. Da Johannes das nicht vorzuweisen hat und seine Frau ihn deshalb „langweilig“ nennt, beginnt er sich Affären mit Damen anzudichten, die er früher einmal entfernt gekannt hat, was seine Gattin allerdings nur zu Lachstürmen hinreißt. Als sich dann durch die Unternehmungen des Jungehemanns doch eine Nebenbuhlerin einstellt, ist Marianne alles andere als erfreut.

## Hörspielinformationen
Regie bei dem Hörspiel führte Ulrich Erfurth, für die Musik besorgte Hans Martin Majewski einige beschwingte Klavierkompositionen, die von dem damals vielbeschäftigten Rundfunkpianisten Gerhard Gregor dargeboten wurden. 
Neben Heinz Rühmann als Johannes wirkten an dem einstündigen Hörspiel Elfriede Kuzmany als Marianne, Gisela Mattishent als Ingeborg, Inge Schmidt als Gertrud, Grethe Weiser als Magdalena, Charlotte Witthauer als Lydia, Gustl Busch als Anna und Hermann Schomberg als dem um seine Frau buhlenden Johannes gegenüber gar nicht zärtlichen Herrn Zärtlich in tragenden Rollen mit. Daneben sind in der Radiokomödie Frank Dimen als Empfangschef und Willy Lamster als Ober zu hören. Einen Kurzauftritt ebenfalls als Kellner hat auch der junge Walter Giller.

## Ausgaben
- Heinz Rühmann: Gesammelte Hörspiele. [Berlin]: [Universal Music], 2004. (6 CDs) ISBN 3-8291-1438-9
- Die Hörspieledition Heinz Rühmann. [Berlin]: [Universal Vertrieb], 2004. (Einzelausgabe) ISBN 3-8291-1492-3